# Tic Tac (film)
Tic Tac är en svensk dramafilm som hade biopremiär i Sverige den 31 oktober 1997, regisserad av Daniel Alfredson med filmmanus av Hans Renhäll. I rollerna ses bland andra Oliver Loftéen, Tuva Novotny och Tintin Anderzon.
Filmen utspelar sig under ett dygn och följer flera personers öden under denna korta men viktiga period.

## Rollista (urval)
- Oliver Loftéen - Micke
- Tuva Novotny - Jeanette
- Jacob Nordenson - Kent Sundqvist
- Tintin Anderzon - Ylva Sundqvist, Kents fru
- Emil Forselius - Lasse
- Mats Helin - Jorma
- Claudio Salgado - Pedro
- Nadja Weiss - Francesca
- Thomas Hanzon - Niklas, polis, Francescas man
- Douglas Johansson - Tommy, polis
- Franco Mariano - Giuseppe, Francescas far
- Michael Nyqvist - Vinni, Giuseppes son
- Hugo Ruiz - Manuel, herrekiperingsexpedit
- Gunvor Pontén - Rosita, Giuseppes fru
- Bengt Blomgren - Gösta, granne
- Barbro Kollberg - Edith, granne

### Fotnoter
1. ↑  ”Tic Tac”. Svensk filmdatabas. 31 oktober 1997. http://www.sfi.se/sv/svensk-filmdatabas/Item/?itemid=33120&type=MOVIE&iv=Basic. Läst 30 september 2016.